# 松園仙館

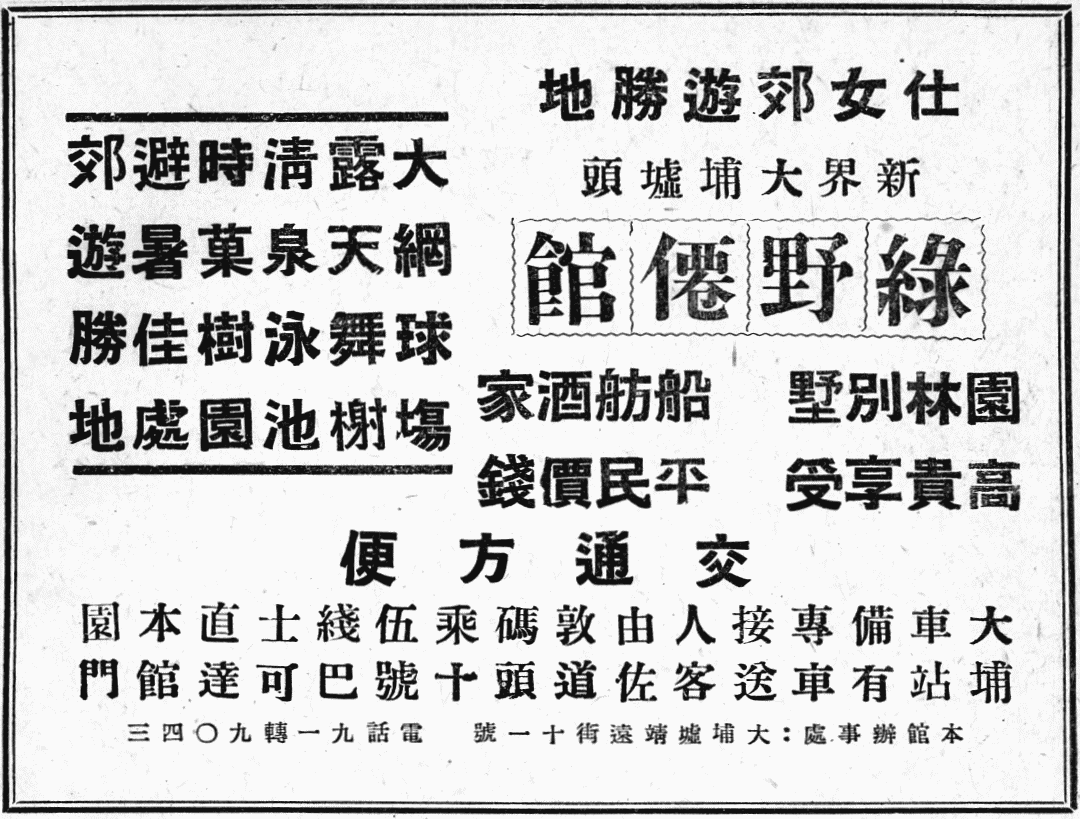
綠野僊館在1949年的廣告

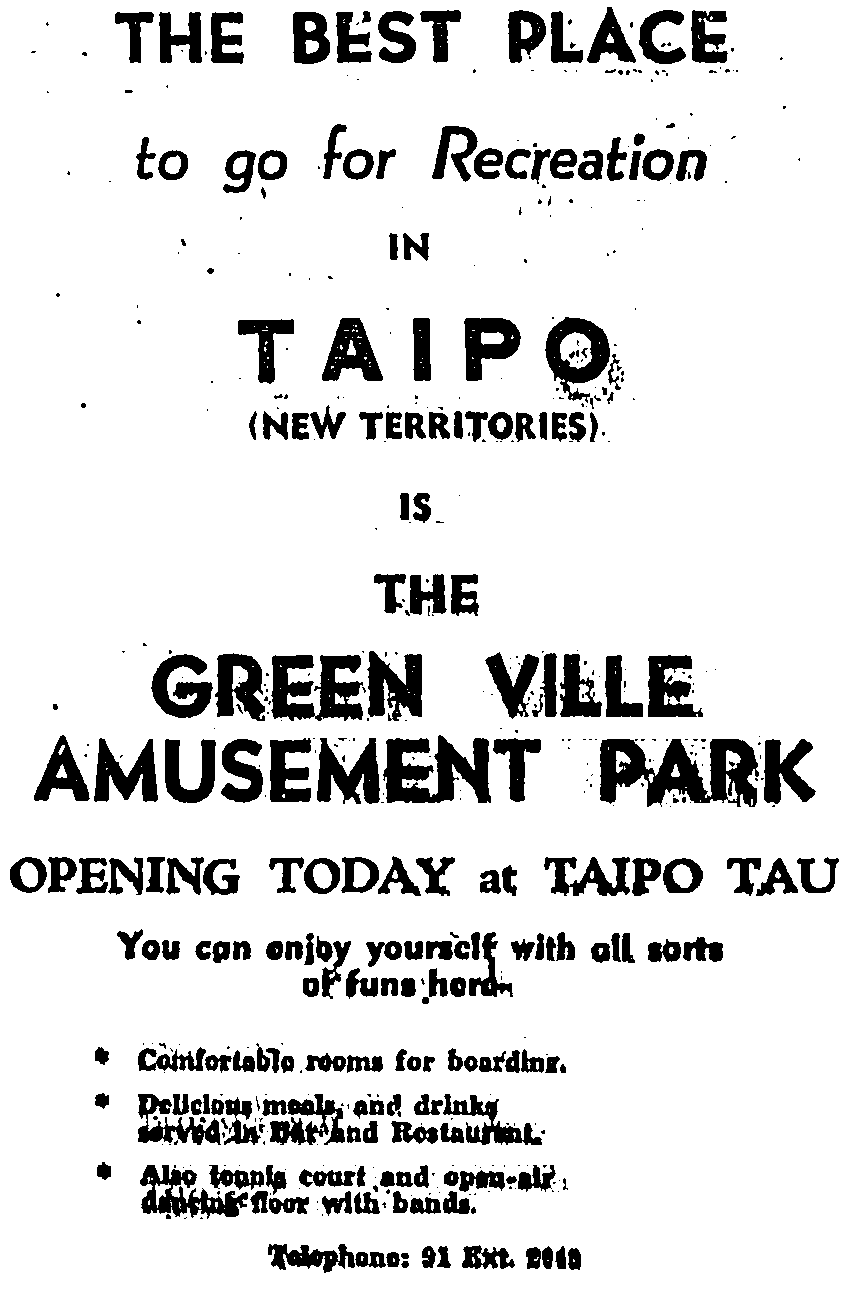
綠野僊館在1949年1月22日刊登的開幕廣告

松園仙館（原名：綠野僊館）（英語:Green Ville Amusement Park）位於新界的大埔公路14咪之大埔頭，現址為屋苑華樂豪庭。仙館大門設計仿效城樓，對聯：「松菊猶存三徑茂；園林別緻萬商臨。」它成立於20世紀30年代後期，佔地約90,000平方公尺，初期純為道教人士居靜修地點；華僑商人鄧綽然投資港幣數十萬在1949年1月22日（星期六）開始以「綠野僊館 Green Ville Amusement Park」的名稱經營酒吧、酒家、旅舍、遊樂場、舞廳等設備。尚有大小游泳池興建中，由南約理民府巴利主持剪綵，小型房屋旅舍，每座兩三個房間，分佈園林各處，房租平日港幣15元；星期六、星期日港幣25元。1949年7月27日（星期三）與粉嶺安樂村的房屋一同被香港政府公布被徵用作駐港英國陸軍軍營至1957年。在1958年被業主鄧煥佳先生收回，開設「園林酒家」，利用軍營作廂房供遊客憩息、命名為「勁節堂」的金龍大禮堂、花園音樂咖啡座、仿效北京的頤和園建造「陸上海鮮」，並設有動物園，從海南島等地購買，展出獅子、豺狼、人猿、熊、孔雀、狗熊、金錢豹、鷹、猴子、狐狸、金鳳、大象、老虎，並有動物馬戲表演。20世紀60年代更增設各種機動遊戲設施：電動太空船、兒童駕駛場、天然夜總會、歌壇中式茶座、電影院、溜冰場、幻術臺。